# Leandro Bailly
Leandro Bailly (30 juni 1995) is een Belgisch voetballer die als aanvaller speelt. Hij stroomde in 2013 door vanuit de jeugd van AFC Tubize.

## Clubcarrière
Bailly komt uit de jeugdopleiding van AFC Tubize. Hij debuteerde in het seizoen 2012/13 in Tweede klasse bij AFC Tubize. In zijn eerste seizoen speelde hij drie competitiewedstrijden.

## Clubstatistieken
| Seizoen | Club                  | Competitie             | Wedst. | Doelp. |
| ------- | --------------------- | ---------------------- | ------ | ------ |
| 2012/13 | AFC Tubize            | Tweede klasse          | 3      | 0      |
| 2013/14 | AFC Tubize            | Tweede klasse          | 32     | 9      |
| 2014/15 | AFC Tubize            | Tweede klasse          | 21     | 4      |
| 2015/16 | White Star Brussel    | Tweede klasse          | 8      | 1      |
| 2016/17 | UR La Louvière Centre | Tweede klasse amateurs |        |        |
| 2017/18 | Francs Borains        | Derde klasse amateurs  |        |        |
| 2018/19 | Entente Durbuy        | Tweede klasse amateurs | 13     | 2      |
| 2018/19 | RAAL La Louvière      | Tweede klasse amateurs |        |        |
| 2019/20 | Francs Borains        | Tweede klasse amateurs |        |        |
| 2020/21 | AFC Tubize            | Tweede afdeling        | 3      | 1      |
| 2021/22 | RUS Rebecquoise       | Tweede afdeling        |        |        |
|         |                       | Totaal                 | 80     | 17     |